# 米国物理学協会
米国物理学協会（べいこくぶつりがくきょうかい、英語：American Institute of Physics、略称：AIP）は、アメリカ合衆国の物理学系学会の連合組織であると共に、独自でも学術雑誌を発行しており、学会としての機能も有している。12.5万人のメンバーが所属しており、単独の物理系学会では世界最大のドイツ物理学会、その次のアメリカ物理学会より規模が大きい。

## 出版物
米国物理学協会は、米国物理学会と共同で、2000年から、幾つかの最先端分野で、Virtual Journal を発行している。これは、紙媒体の雑誌ではなく、インターネットだけで公開されている。また、Virtual Journal が論文を募集するのではなく、米国物理学協会と米国物理学会の選考委員が、ネイチャー・サイエンス・その他の全世界の主要な物理系学術雑誌の中から、論文を選抜する企画であり、真の世界一の物理系学術雑誌として位置づけられている。
米国物理学協会はまた、一般向けの解説記事を集めた雑誌として、AIP Magazines を発行している。その中でPhysics Today は、米国物理学会の学会誌としての役割を果たしている。

### 発行している学術雑誌
- Appl. Phys. Lett.（応用物理学・速報版）
- Biomicrofluidics（バイオ系ミクロ流体）
- Chaos（カオス理論）
- J. Appl. Phys.（応用物理学）
- J. Chem. Phys.（化学物理学）
- J. Math. Phys.（数理物理学）
- J. Phys. Chem. Ref. Data（物理化学データ）
- Low Temp. Phys.（低温物理学）
- Phys. Fluids（流体物理学）
- Phys. Plasmas（プラズマ物理）
- Rev. Sci. Instrum.（各分野の総説）
- Applied Physics Reviews（応用物理学）
- JCP: BioChemical Physics（化学物理学のバイオ部門）

### 発行している Virtual Journal
- Applications of Superconductivity（超電導）
- Biological Physics Research（バイオ物理学）
- Nanoscale Science & Technology（ナノサイエンス・ナノテクノロジー）
- Quantum Information（量子力学）
- Ultrafast Science（超高速科学）

### 発行している AIP Magazines
- Physics Today
- Physics Today Buyers Guide
- Computing in Science & Engineering